# Samostan Strahov
Samostan Strahov (češ. Strahovský klášter) je premonstratenški samostan u Pragu kojeg je 1143. osnovao biskup Jindřich Zdík.
Nakon požara 1258. godine samostan biva obnovljen. Poslije brojnih pljački Husita samostan je bio potpuno opustošen. Ponovno je obnavljan u godinama od 1601. do 1605. te od 1614. do 1626. Najveća rekonstrukcija se dogodila od 1743. do 1752. kada je prvobitni samostan obnovljen u baroknom stilu.
U vrijeme komunizma samostan je zatvoren, a redovnici protjerani. Nakon pada komunističkog režima, redovnici se 1990. vraćaju u samostan. Područje samostana obuhvaća crkvu sv. Roka i crkvu Gospe od Uznesenja, galeriju i knjižnicu.
Strahovski samostan u Pragu više je puta tražio prijenos tijela svetog Norberta (osnivača Premonstratenškog reda), no to je pošlo za rukom Strahovskom opatu tek 24. svibnja 1627. godine kada je tijelo konačno doneseno u Prag, gdje se i danas nalazi. 